# Tompaládony
Tompaládony is een plaats (község) en gemeente in het Hongaarse comitaat Vas. Tompaládony telt 334 inwoners (2001).